# ArcelorMittal Orbit
ArcelorMittal Orbit — 115-метровая смотровая башня и одновременно скульптура, расположенная в Олимпийском парке в  Стра́тфордe, Лондон. Башня, часто называемая просто Orbit, была спроектирована Анишем Капуром и Сесилом Бельмондом с целью увековечить для будущих поколений гостеприимство Олимпийских игр 2012 года в Лондоне. Башня расположена между Олимпийским стадионом и Водным центром и позволяет посетителям осматривать всю олимпийскую деревню с двух круглых наблюдательных платформ, расположенных в её верхней части.
Башня считается самым большим образцом британского паблик-арта.
В 2015 году башню переделали в огромную слайд-горку.